# Paideja
Le Paideja sono state un gruppo musicale italiano.

## Storia del gruppo
Il gruppo, il cui nome in greco significa istruzione, era formato da tre donne: le sorelle Tina (1961-2023) e Valeria Nicoletta (Crotone, 27 marzo 1959) e l'arpista Giuliana De Donno; proponeva brani il cui testo era scritto nel dialetto parlato a Crucoli.
Le Paideja hanno partecipato a Sanremo Giovani 1993 con il brano L'anima, qualificandosi per il Festival di Sanremo 1994, dove hanno gareggiato nella sezione Giovani con Propiziu ventu, pezzo composto dalle sorelle Nicoletta, eliminato dopo la prima esecuzione durante la seconda serata. Dopo la manifestazione canora viene pubblicato l'album Venti propizi per le etichette It e BMG Ariola.
Nel 1992 e 1994 Valeria Nicoletta si è aggiudicata per tre volte il Premio Recanati per la canzone d'autore.

## Discografia

### Album in studio
- 1994 – Venti propizi

### Singoli
- 1993 – L'anima
- 1996 – Voce dell'anima